# آسيري (مقاطعة)
آسيري هي مقاطعة في كانتون آسيري، كوستاريكا.